# Stazione di Meguro
La stazione di Meguro (目黒駅,?, Meguro-eki) è una stazione ferroviaria di Tokyo, si trova a Shinagawa al confine con la zona Meguro, da cui prende il nome, sotto la Meguro-dori. È servita sia dalle linee ferroviarie tradizionali che da quelle della metropolitana.

## Storia
La stazione Japan Railways ha aperto il 16 marzo 1885.
Le linee metropolitane quali la Namboku e la Mita hanno aperto il 26 settembre 2000.
Sui binari della linea Yamanote, il 28 agosto 2010, sono state installate delle porte di banchina.

## Linee

### Treni
JR East
■ Linea Yamanote
Tōkyū Corporation
● Linea Tōkyū Meguro

### Metropolitana
Tokyo Metro
Tokyo Metro Linea Namboku
Toei
Toei Linea Mita

## Struttura

### Stazione JR
La stazione è servita dalla linea Yamanote, con 2 binari totali serviti da una banchina centrale a isola. 
| 1 | ■ Linea Yamanote | per Shinagawa, Tokyo e Ueno      |
| 2 | ■ Linea Yamanote | per Shibuya, Shinjuku, Ikebukuro |

### Stazione metropolitana e Tōkyū
La stazione concentra al suo interno in due binari i treni della linea Tōkyū Meguro e le linee metropolitane Mita e Namboku. 
Si tratta di una stazione sotterranea con due binari e una banchina centrale a isola.
| 1 | ● Linea Tōkyū Meguro      |  | per Ōokazaki, Tamagawa, Musashi-Kosugi e Hiyoshi |
| 2 | Tokyo Metro Linea Namboku |  | per Akabane-Iwabuchi, Shinjuku, Ikebukuro        |
| 2 | Toei Linea Mita           |  | per Nishitakashimadaira                          |

## Stazioni adiacenti
| «                   | Servizio       | »              |
| Linea Yamanote      | Linea Yamanote | Linea Yamanote |
| ------------------- | -------------- | -------------- |
| Gotanda             | Locale         | Ebisu          |
| Linea Tōkyū Meguro  |                |                |
| Linea Linea Mita    |                |                |
| Linea Linea Namboku |                |                |
| Fudōmae             | Locale         | Shirokanedai   |
| Musashi-Koyama      | Espresso       | Shirokanedai   |